# Церква Святого Духа (Колочава)
Це́рква Свято́го Ду́ха — дерев'яна церква-музей, яка знаходиться у селі Колочава, Міжгірського району, Закарпатської області. Являє собою найкращий зразок храму межигірської групи Закарпаття,  пам'ятка архітектури національного значення (№ 216).

## Архітектура
Церква відбиває у своїй архітектурі помітний вплив стилістичних засад бароко. Це проявляється насамперед у характерній формі завершення декоративних маківок над апсидою та навою і, особливо, в підкресленій мальовничості вінчання західної вежі. В усьому іншому архітектура Святодухівської церкви повторює поширений на Закарпатті тип тридільного храму з високою каркасною вежею над західним зрубом. Вівтарний зруб має шестикутну, центральний — квадратну, а західний — прямокутну, витягнуту в поперечному напрямку форму плану. Зруби послідовно підвищуються в західному напрямку, в бік вежі. Всі три зруби оперезані пластичним піддашшям на фігурних кронштейнах, яке на західному фасаді трансформується в ажурну аркаду-галерею на різьблених стовпчиках. Аналогічна галерея влаштована й навколо емпори над бабинцем, ще більше посилюючи значення західного фасаду в загальній композиції споруди. 
Головні об’єми дивовижно збалансовані по горизонталі й вертикалі. Нестримна стрімкість головного фасаду врівноважується корпусами нави та вівтаря й водночас підтримується стрімкими схилами дахів. Висока вежа над бабинцем завершена чудовим бароковим ансамблем, що складається з гранчастої бані з дашком, ліхтаря та кулястої главки над ним. Ліхтарі з главами вдало акцентують гребені дахів над навою та вівтарем. 
Композиційною домінантою інтер’єру церкви виступає порівняно високий, прикрашений творами монументального й декоративно-ужиткового мистецтва простір нави. Цьому, значною мірою, сприяє влаштування над ним розвиненого коробового склепіння, в той час як бабинець перекритий плоскою дощаною стелею, а вівтар — невисоким зімкненим склепінням. Усі елементи внутрішнього декору пам’ятки, як і вирішення її екстер’єру, відзначаються вишуканими пропорціями та вмілим моделюванням форм. Це дає підставу віднести споруду до найкращих зразків храмів межигірської групи Закарпаття. 
Дзвіниця являє собою характерний зразок одного з найпоширеніших на Закарпатті різновидів каркасної дзвіниці. Пам’ятка складається з двох ярусів (нижнього — пошальованого, а горішнього — відкритого) і оперезана в основі опасанням на різьблених стовпчиках. Завдяки цьому досягнуто виняткової стилістичної єдності з будівлею церкви, що забезпечує художню цілісність і довершеність усього ансамблю. 

## Історія
Згідно з написом на одвірку, «Создан храм сей 1795 при парохові Іоані Попович при царі Францишкі ІІ майстрові Ференц Текка. Тоді був великий голод». У давні часи голод часто супроводжував верховинське життя і подібні нещастя часом фіксувалися у парохіальних книгах, а в Колочаві запис потрапив навіть на одвірок церкви.
У 1801 році в документах єпископської візитації записано, що «Колочава має дві церкви деревяні: в матери р. 1797 поставлену 300 вірников вмістящу, другу же в филіалу для 300 вірников, добра, добрі сооружена» (можливо, мова йде про філію в Лазах).
Церкву зняли з реєстрації діючих храмів 9 січня 1953 року. Згодом ікони було вмонтовано до іконостасу Шелестівської церкви в Ужгородському музеї архітектури і побуту. Не виключено, що колочавська церква вціліла завдяки статусу музею, хоча портретам вождів пролетаріату, встановленим на місці іконостасу, було там, мабуть, не дуже затишно. У всякому разі і церква і дзвіниця дійшли до наших днів. Обидві пам'ятки було відреставровано у 1969–1970 рр.
Дерев’яну двоярусну каркасну дзвіницю, що стояла біля церкви, перенесено до збудованої неподалік православної церкви й оббито бляхою. Парадокс полягає в тім, що дзвіниця, якою користувалася громада, втратила своє архітектурне обличчя, а церква, що була довго закритою і називалася «музеєм атеїзму», залишилася недоторканою в своїй первісній красі, хоча й була повністю спустошена всередині. Місцевий парох Михайло Бобик був в’язнем радянських концтаборів з 1948 по 1955 рік.
В радянські часи церква охоронялась як пам'ятка архітектури Української РСР (№ 198). В 2018 році церква визнана об’єктом культурної спадщини національного значення, який внесено до Державного реєстру нерухомих пам’яток України (№ 070030).
На сьогоднішній день у храмі розташовується Краєзнавчий музей села Колочави, де зберігають пам’ять про відомого розбійника-опришка Миколу Шугая і знаменитого письменника Івана Ольбрахта. Як культова споруда церква не діє.
На території храму-музею розташовано кілька чеських могил, поховання угорського поштаря. У давнину також поширеною була практика ховати відомих людей та меценатів біля церкви. Це вважалося особливим вшануванням такої особи. Біля дерев’яної церкви Святого Духа ще й досі збереглося чимало таких поховань. Одне із них – невідома могила під деревом, яка відноситься до 80-х років XIX століття. На ній вказано лише прізвище Секереш. Скоріш за все, там лежить якийсь відомий колочавський меценат.
Біля входу до храму стоїть один з найбільш унікальних пам’ятників села. Присвячений він видатній пам’ятці сакрального рукопису колочавського дяка Івана Лугоша «Перло дорогоцінноє». Композиція має вигляд «робочого місця» літописця: на великому камені лежить розкрита бронзова книга, біля неї — чорнильниця і перо. Поруч стоїть камінь-стілець, на якому нібито щойно сидів автор рукопису. В приміщенні дерев’яної церкви розміщено кольорову 418-ти сторінкову копію рукопису.
Поряд з храмом ростуть старі смереки, які коливаючись під вітром, розповідають відвідувачам давній колочавський звичай. Колись, дівчину, яка мала нешлюбну дитину, для приниження, примушували один день постояти біля входу до церкви як приклад для односельчан. 